# Giovanni Forni
Pour les articles homonymes, voir Forni.
Giovanni Forni (né en 1964) est un mathématicien italien travaillant à l'Université du Maryland. Il est connu pour ses recherches sur les systèmes dynamiques.

## Carrière
Après avoir été diplômé de l'université de Bologne en 1989, il obtient son doctorat en 1993 à l'université de Princeton, sous la supervision de John N. Mather, avec une thèse intitulée « Construction of Invariant Measures and Destruction of Invariant Curves For Twist Maps of the Annulus ».

## Prix et distinctions
Il est conférencier invité en 2002 au Congrès international des mathématiciens à Pékin.
Pour son travail sur les solutions des équations cohomologiques pour des flux sur des surfaces, et sur la conjecture de Kontsevich–Zorich (en) concernant la déviation des moyennes ergodiques, il a reçu en 2008 le Prix Brin,,,.
Il est lauréat de la Chaire d'Excellence de la FSMP en 2018.
En 2012, il est devenu fellow de l'American Mathematical Society.
En 2022 il reçoit le Prix mathématique de l'Académie italienne des sciences.

## Publications
- Giovanni Forni, Carlos Matheus et Anton Zorich, « Square-Tiled Cyclic Covers », Journal of Modern Dynamics, vol. 5, no 2,‎ 2011, p. 285–318 (DOI 10.3934/jmd.2011.5.285, MR 2417477, lire en ligne).